# Всемогъщият Евън
„Всемогъщият Евън“ (на английски: Evan Almighty) е американска комедия от 2007 г. на режисьора Том Шейдиак и продължение на „Всемогъщият Брус“ от 2003 г. Единствените двама актьори от първия филм, които се завръщат, са Стийв Карел и Морган Фрийман.

## Актьорски състав
| Актьор             | Роля                                                  |
| ------------------ | ----------------------------------------------------- |
| Стийв Карел        | Евън Бакстър – бивш ТВ водещ, който сега е конгресмен |
| Морган Фрийман     | Бог                                                   |
| Лорън Греъм        | Джоан Бакстър – съпругата на Евън                     |
| Джони Симънс       | Дилън Бакстър – най-големият син на Евън              |
| Греъм Филипс       | Джордан Бакстър – средният син на Евън                |
| Джими Бенет        | Райън Бакстър – най-малкият син на Евън               |
| Джон Гудмън        | Чък Лонг – конгресменът на САЩ и алчният шеф на Евън  |
| Уанда Сайкс        | Рита Даниелс – изпълнителна асистентка на Евън        |
| Джон Майкъл Хигинс | Марти Стрингър – началник-щаб на Евън                 |
| Джона Хил          | Юджийн Тенанбаум – един от тримата служители на Евън  |
| Моли Шанън         | Ив Адамс – агент по недвижими имоти на Евън           |
| Моли Шанън         | Ед Карсън – репортерът на Ковчега                     |
| Рейчъл Харис       | репортеръка на Ковчега                                |
| Брайън Хау         | строител                                              |
| Харви Преснел      | Бъроуз – конгресменът на САЩ                          |
| Мадисън Мейсън     | Дод – конгресменът на САЩ                             |
| Брус Грей          | Хюз – конгресменът на САЩ                             |
| Пол Колинс         | Стамп – конгресменът на САЩ                           |
| Джим Доган         | съсед                                                 |
| Миген Фей          | съседка                                               |
| Дийн Норис         | полицай Колинс                                        |
| Джон Стюарт        | себе си                                               |
| Мейл Фланаган      | пощальон                                              |